# Conducción de calor

El segundo principio de la termodinámica determina que el calor solo puede fluir de un cuerpo más caliente a uno más frío; la ley de Fourier fija cuantitativamente la relación entre el flujo y las variaciones espacial y temporal de la temperatura.

La conducción de calor o transferencia de energía en forma de calor por conducción es un proceso de transmisión de calor basado en el contacto directo entre los cuerpos, sin intercambio de materia, porque el calor fluye desde un cuerpo de mayor temperatura a otro de menor temperatura que está en contacto con el primero. La propiedad física de los materiales que determina su capacidad para conducir el calor es la conductividad térmica. La propiedad inversa de la conductividad térmica es la resistividad térmica, que es la capacidad de los materiales para oponerse al paso del calor.
La transmisión de calor por conducción, entre dos cuerpos o entre diferentes partes de un cuerpo, es el intercambio de energía interna, que es una combinación de la energía cinética y energía potencial de sus partículas microscópicas (moléculas, átomos y electrones). La conductividad térmica de la materia depende de su estructura microscópica: en un fluido se debe principalmente a colisiones aleatorias de las moléculas; en un sólido depende del intercambio de electrones libres (principalmente en metales) o de los modos de vibración de sus partículas microscópicas (dominante en los materiales no metálicos).
Para el caso simplificado de flujo de calor estacionario en una sola dirección, el calor transmitido es proporcional al área perpendicular al flujo de calor, a la conductividad del material y a la diferencia de temperatura, y es inversamente proporcional al espesor:
| Símbolo                               | Nombre                                                     |
| ------------------------------------- | ---------------------------------------------------------- |
| {\displaystyle {\frac {Q}{\Delta t}}} | Calor transmitido por unidad de tiempo                     |
| {\displaystyle k}                     | Conductividad térmica                                      |
| {\displaystyle A}                     | Área de la superficie de contacto                          |
| {\displaystyle x}                     | Espesor del material                                       |
| {\displaystyle (T_{1}-T_{2})}         | Diferencia de temperatura entre el foco caliente y el frío |

## Procesos de transferencia de calor

Esquema de transmisión de calor por conducción.

El calor se transfiere por medio de alguno de los siguientes procesos:
- Conducción: transmisión de calor por contacto sin transferencia de materia.
- Convección: transmisión de calor por la  transferencia de la propia materia portadora del calor.
- Radiación: transmisión de energía por medio de la emisión de ondas electromagnéticas o fotones.

La transferencia de energía térmica o calor entre dos cuerpos diferentes por conducción o convección requiere el contacto directo de las moléculas de diferentes cuerpos, y se diferencian en que en la primera no hay movimiento macroscópico de materia mientras que en la segunda sí lo hay. Para la materia ordinaria la conducción y la convección son los mecanismos principales en la "materia fría", ya que la transferencia de energía térmica por radiación solo representa una parte minúscula de la energía transferida. La transferencia de energía por radiación aumenta con la cuarta potencia de la temperatura (T4), siendo solo una parte importante a partir de temperaturas superiores a varios miles de kelvin.
Es la forma de transmitir el calor en cuerpos sólidos; se calienta un cuerpo, las moléculas que reciben directamente el calor aumentan su vibración y chocan con las que las rodean; estas a su vez hacen lo mismo con sus vecinas hasta que todas las moléculas del cuerpo se agitan. Por esta razón, si el extremo de una varilla metálica se calienta con una llama, transcurre cierto tiempo hasta que el calor llega al otro extremo. El calor no se transmite con la misma facilidad por todos los cuerpos. Existen los denominados "buenos conductores del calor", que son aquellos materiales que permiten el paso del calor a través de ellos. Los "malos conductores o aislantes" son los que oponen mucha resistencia al paso de calor.
Cabe destacar que cuando se produce transmisión de calor entre dos cuerpos, generalmente coexisten las tres formas de calor enunciadas, lo que ocurre es que alguna de ellas prevalece sobre las demás.
Un ejemplo práctico se produce al encender una lámpara eléctrica donde se puede comprobar que:
El portalámparas se calienta porque se produce una transmisión de calor por conducción.
El aire que rodea la lámpara se calienta y asciende por transmisión de calor por convección.
Al acercar la mano a la lámpara encendida, notamos la emisión de calor por radiación.

## Ley de Fourier
La conducción térmica está determinada por la ley de Fourier, que establece que el flujo de transferencia de calor por conducción en un medio isótropo es proporcional y de sentido contrario al gradiente de temperatura en esa dirección. Consideremos una placa de material sólido de superficie A, comprendida entre dos grandes placas separadas una distancia Y. Suponga que para t<0 el material está a una temperatura To. En el instante t=0, una placa se calienta súbitamente hasta temperatura Ts y se mantiene constante. A medida que transcurre el tiempo, el perfil de temperatura cambia con respecto a la posición hasta que, luego de este período de transición, se alcanza el perfil de temperaturas lineal (estado estacionario) con el tiempo e independiente de la posición. Una vez ocurrido esto, para mantener las temperaturas debe existir un flujo de calor constante, y para gradientes de temperaturas bajos se cumple, en forma diferencial y aplicado a las tres dimensiones (coordenadas rectangulares): 
| Símbolo                      | Nombre                                                         | Unidad    |
| ---------------------------- | -------------------------------------------------------------- | --------- |
| {\displaystyle \mathbf {q} } | Vector de flujo de calor por unidad de superficie              | W m-2     |
| {\displaystyle k}            | Conductividad térmica (constante de proporcionalidad)          | W m-1 K-1 |
| {\displaystyle {\nabla }T}   | Gradiente del campo de temperatura en el interior del material | K m-1     |

Se concluye, en un medio isotrópico, el calor fluye por conducción en la dirección en el que el descenso de temperatura es más pronunciado. Para un fluido en movimiento Q representa la densidad de flujo de energía calorífica relativa al fluido en movimiento. 
De forma integral, el calor que atraviesa una superficie S por unidad de tiempo viene dado por la expresión:

{\displaystyle \qquad {\frac {dQ_{S}}{dt}}=\int _{S}\mathbf {q} \cdot d\mathbf {S} =-k\int _{S}\nabla T\cdot d\mathbf {S} }

El caso más general de la ecuación de conducción, expresada en forma diferencial, refleja el balance entre el flujo neto de calor, el calor generado y el calor almacenado en el material.
| Símbolo | Nombre                                                                        |
| --- | ----------------------------------------------------------------------------- |
| {\displaystyle \alpha } | Difusividad térmica                                                           |
| {\displaystyle {\frac {\partial ^{2}T}{\partial x^{2}}}+{\frac {\partial ^{2}T}{\partial y^{2}}}+{\frac {\partial ^{2}T}{\partial z^{2}}}\equiv \nabla ^{2}T} | Operador laplaciano del campo de temperatura, que mide el flujo neto de calor |
| {\displaystyle \rho } | Densidad del material                                                         |
| {\displaystyle C_{p}} | Calor específico del material                                                 |
| {\displaystyle {\dot {q}}_{G}} | Calor generado por unidad de volumen                                          |
| {\displaystyle {\frac {\partial T}{\partial t}}} | Variación de temperatura con el tiempo                                        |

donde:
| Símbolo                 | Nombre                        |
| ----------------------- | ----------------------------- |
| {\displaystyle \alpha } | Difusividad térmica           |
| {\displaystyle k}       |                               |
| {\displaystyle \rho }   | Densidad del material         |
| {\displaystyle C_{p}}   | Calor específico del material |

La ecuación de conducción, que es un caso particular de la ecuación de Poisson, se obtiene por aplicación del principio de conservación de la energía.

## Conductividad térmica

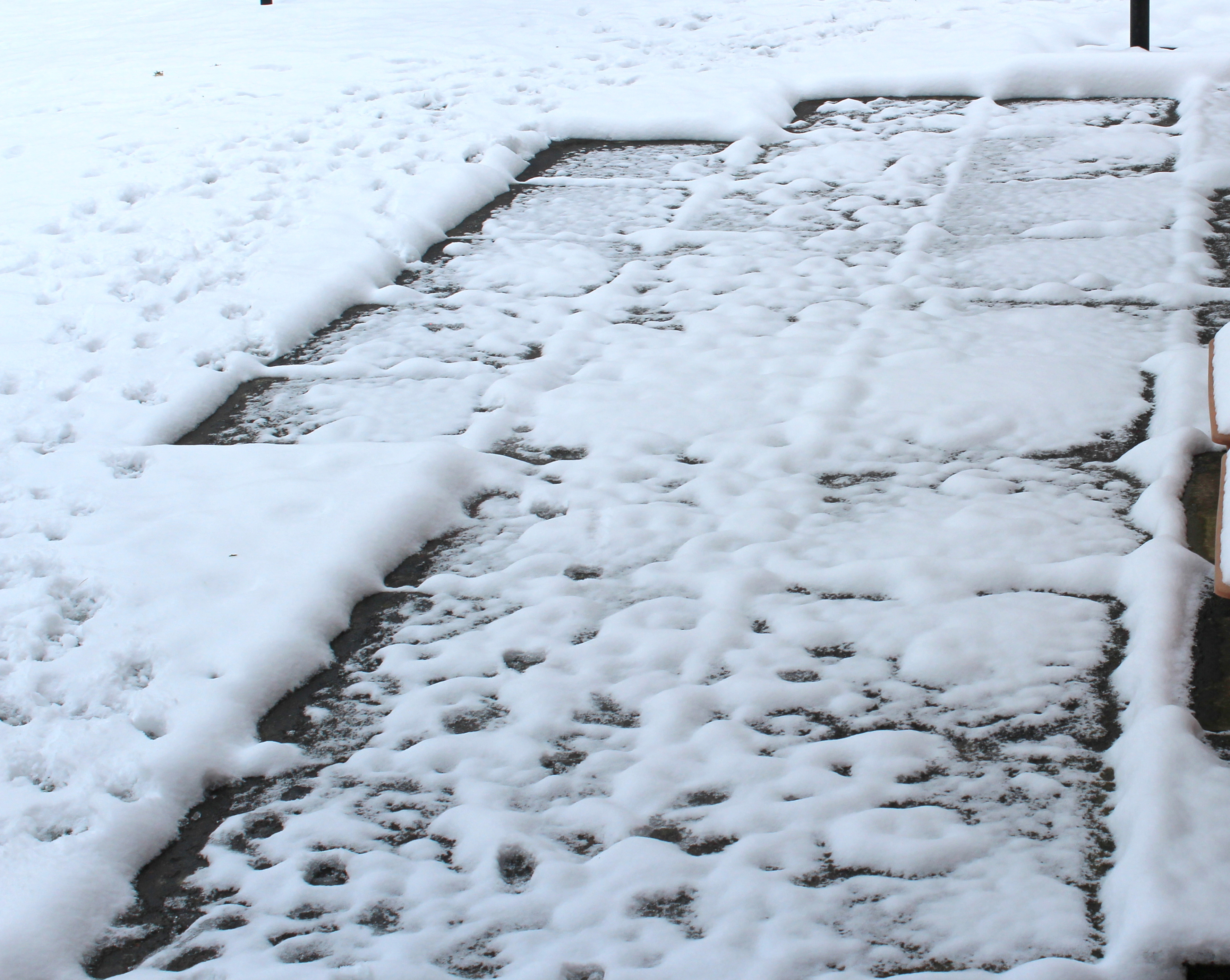
Debido a la diferencia en la conductividad térmica de los adoquines y la hierba, el contorno del pavimento se puede ver a través de esta nieve que se derrite.

La conductividad térmica es una propiedad intrínseca de los materiales que valora la capacidad de conducir el calor a través de ellos. El valor de la conductividad varía en función de la temperatura a la que se encuentra la sustancia, por lo que suelen hacerse las mediciones a 300 K con el objeto de poder comparar unos elementos con otros.
Es elevada en metales y en general en cuerpos continuos, y es baja en los gases (a pesar de que en ellos la transferencia puede hacerse a través de electrones libres) y en materiales iónicos y covalentes, siendo muy baja en algunos materiales especiales como la fibra de vidrio, que se denominan por eso aislantes térmicos. Para que exista conducción térmica hace falta una sustancia, de ahí que es nula en el vacío ideal, y muy baja en ambientes donde se ha practicado un vacío elevado.
En algunos procesos industriales se trabaja para incrementar la conducción de calor, bien utilizando materiales de alta conductividad o configuraciones con una elevada área de contacto. En otros, el efecto buscado es justo el contrario, y se desea minimizar el efecto de la conducción, para lo que se emplean materiales de baja conductividad térmica, vacíos intermedios, y se disponen en configuraciones con poca área de contacto.
| Material | λ           | Material             | λ         | Material    | λ           |
| -------- | ----------- | -------------------- | --------- | ----------- | ----------- |
| Acero    | 47-58       | Corcho               | 0,04-0,30 | Mercurio    | 83,7        |
| Agua     | 0,58        | Estaño               | 64,0      | Mica        | 0,35        |
| Aire     | 0,02        | Fibra de vidrio      | 0,03-0,07 | Níquel      | 52,3        |
| Alcohol  | 0,16        | Glicerina            | 0,29      | Oro         | 308,2       |
| Alpaca   | 29,1        | Hierro               | 80,2      | Parafina    | 0,21        |
| Aluminio | 209,3       | Ladrillo             | 0,80      | Plata       | 406,1-418,7 |
| Amianto  | 0,04        | Ladrillo refractario | 0,47-1,05 | Plomo       | 35,0        |
| Bronce   | 116-186     | Latón                | 81-116    | Vidrio      | 0,6-1,0     |
| Zinc     | 106-140     | Litio                | 301,2     | Yeso        | 0,488       |
| Cobre    | 372,1-385,2 | Madera               | 0,13      | Polietileno | 0,035       |

El coeficiente de conductividad térmica (λ) expresa la cantidad o flujo de calor que pasa a través de la unidad de superficie de una muestra del material, de extensión infinita, caras planoparalelas y espesor unidad, cuando entre sus caras se establece una diferencia de temperatura igual a la unidad, en condiciones estacionarias.
En el sistema internacional la conductividad térmica se expresa en unidades de  W⋅m-1⋅K-1 ( J/s⋅m-1⋅°C-1). También puede expresarse en unidades de British thermal units por hora por pie por grado Fahrenheit ( Btu⋅h-1⋅ft-1⋅°F-1). Estas unidades pueden transformarse a W/(m·K) empleando el siguiente factor de conversión: 1 Btu/(h·ft·°F) = 1,731 W/(m·K).